# ميغيل خيمينيز
ميغيل خيمينيز (مواليد 18 يونيو 1970) هو ملاكم من بورتوريكو، مثّل بلاده في الألعاب الأولمبية الصيفية 1992.

## روابط خارجية
ميغيل خيمينيز على موقع أوليمبيديا (الإنجليزية)